# Pteropus alecto
Pteropus alecto е вид бозайник от семейство Плодоядни прилепи (Pteropodidae).

## Разпространение
Видът е разпространен в Австралия, Индонезия и Папуа Нова Гвинея.